# Aeroporto de Breslávia-Copérnico
O Aeroporto de Breslávia-Copérnico (em uzbeque: Port Lotniczy Wrocław im. Mikołaja Kopernika) (IATA: WRO, ICAO: EPWR) é um aeroporto internacional da cidade de Breslávia, na Polónia.